# Perelici
Perelici (in croato Pirelići) è un centro abitato istriano, frazione del comune di Portole.

## Geografia fisica

### Clima
A Perelici luglio è il mese più caldo dell'anno (la temperatura media è di 23,6 °C), mentre gennaio è il mese con la più bassa temperatura di tutto l'anno (la temperatura media è di 5,8 °C).

## Storia
La cittadina dall'XI secolo fu abitata da popolazioni venete e friulane. Nel 1421 fu annessa alla Serenissima, della quale fece parte per diversi secoli. Successivamente divenne possedimento austriaco, e così rimase, tranne per una rapida incursione francese, fino alla fine della prima guerra mondiale, quando entrò a far parte dell'Italia.
Con l'annessione dell'Istria alla Jugoslavia socialista si diede il via ad una politica di slavizzazione forzata, in un clima di anti-italianità che raggiunse il suo apice con i massacri delle foibe. Molti italiani quindi dovettero lasciare ogni loro bene scegliendo la strada dell'esodo.
Nel 1991 il paesino fa parte della Croazia capitalista.

## Società

### Evoluzione demografica
Abitanti censiti

### Etnie e minoranze straniere
|          |          |  |        |        |
| -------- | -------- |  | ------ | ------ |
| Croati   | Croati   |  | 37,31% | 37,31% |
| Italiani | Italiani |  | 28,35% | 28,35% |
| Istriani | Istriani |  | 28,35% | 28,35% |